# Thelenota anax
Holothurie royale, Holothurie géante
Espèce
Statut de conservation UICN

 DD  : Données insuffisantes
L’holothurie royale ou  holothurie géante (Thelenota anax) est une espèce de concombre de mer de la famille des Stichopodidae.

## Description

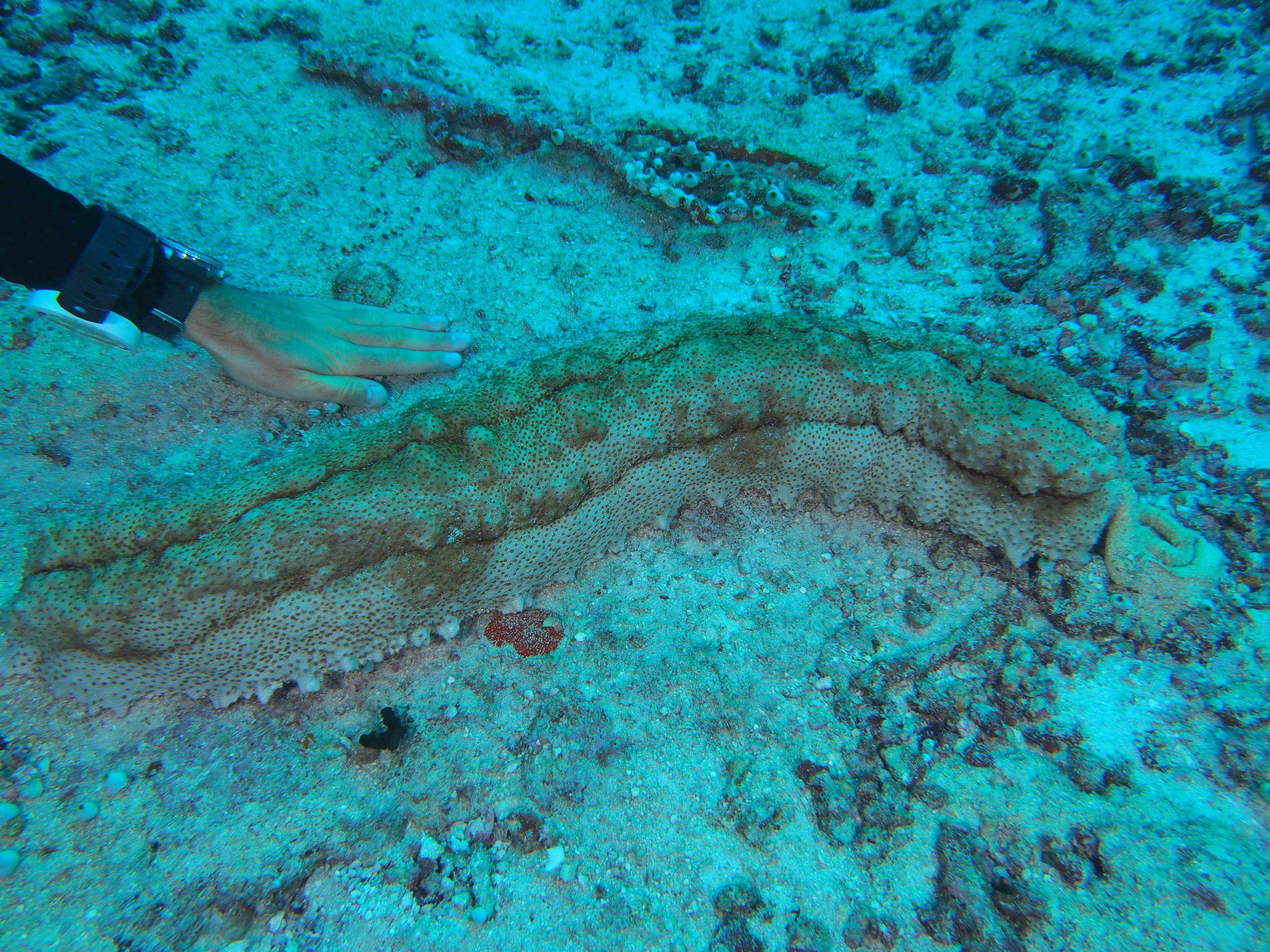
Cette holothurie peut atteindre près d'un mètre, et est sans doute le concombre de mer le plus massif (ici aux Maldives).

C'est une holothurie de grande taille, reconnaissable à sa silhouette quadrangulaire (plus ou moins trapézoïdale suivant sa condition), avec un corps allongé et aplati sur les quatre côtés. Cette holothurie peut approcher (voire dépasser) les 90 cm de long pour 15 cm de large et 6 kg, mais mesure plutôt une soixantaine de centimètres en moyenne, avec un poids de 3-4 kg environ. Sa couleur est généralement crème, allant du beige clair au gris sale, généralement marqué de trois lignes longitudinales sombres (une sur chaque côté supérieur), et le tégument est épais et le plus souvent couvert de petits points et taches plus sombres, pouvant être brunes ou rougeâtres, moins prononcées chez les spécimens de l'océan Indien. Il est doux au toucher. Des tubercules mous peuvent être plus ou moins visibles sur la face dorsale, formant deux rangées irrégulières, alors que la marge de la surface ventrale est souvent entourée de tuberculosités plus épaisses, claires, formant comme des pattes de chenille. La face ventrale est densément couverte de petits podia, longs et fins. La bouche est en position ventrale, entourée de 20 tentacules buccaux peltés et l'ouverture du cloaque est située à l'autre bout, assez large et placé assez haut. Cette espèce n'émet pas de tubes de Cuvier.

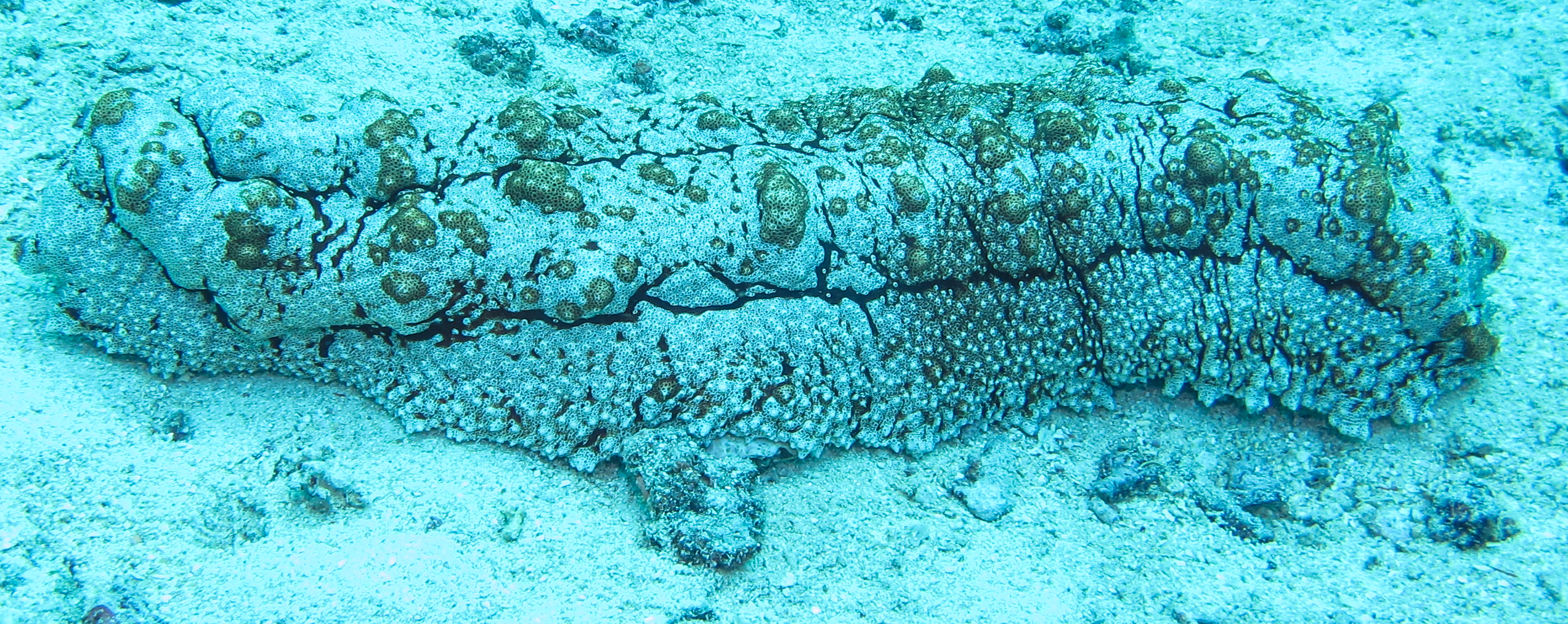
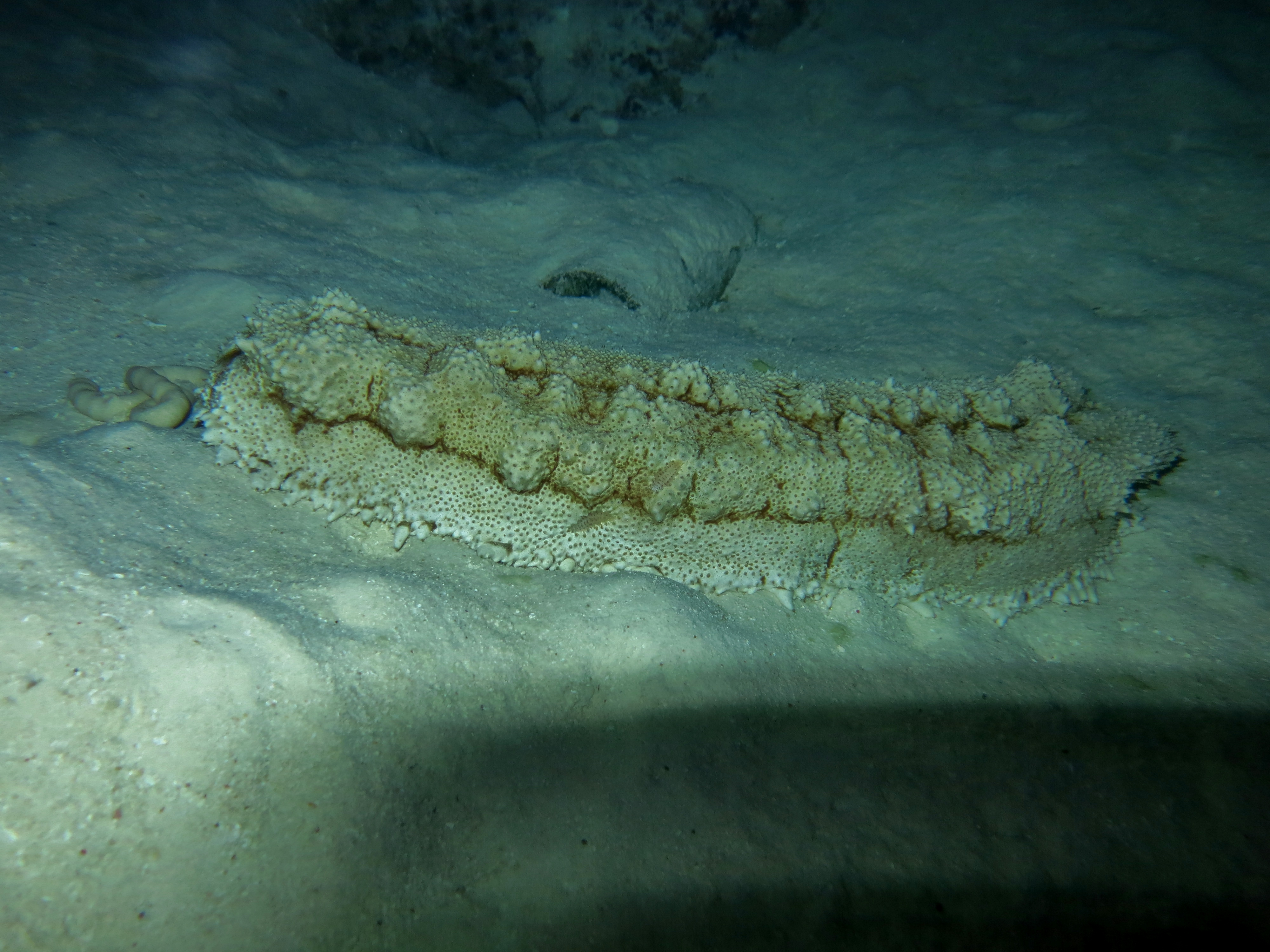
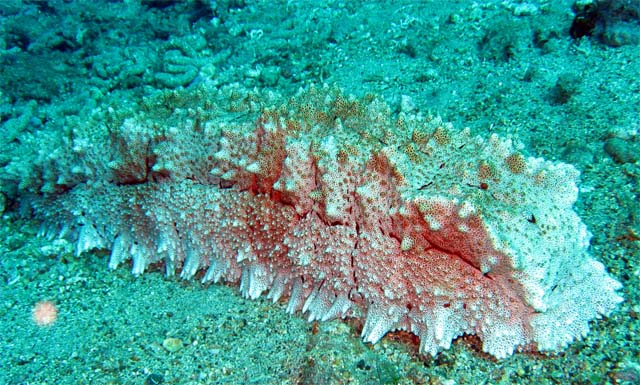

Cette espèce est souvent confondue avec Holothuria fuscopunctata, d'écologie similaire et de taille presque aussi imposante. Cependant, cette dernière est marquée par de fortes rides transversales du niveau du dos, soulignées de noir (et n'a presque jamais de ride longitudinale sur le côté), a une silhouette plus arrondie (moins angulaire) et n'est parsemée que de petits points fauves sombres, sans les verrucosités parfois complexes de la Thelenota.

## Habitat et répartition
Cette espèce est largement répartie dans le bassin Indo-Pacifique tropical, présente sur la côte est-africaine et à Madagascar, absente de Mer Rouge (quoique signalée en Somalie et Yémen suivant les sources) mais retrouvée aux Maldives, puis dans toute la région australo-indonésienne jusqu'à la Polynésie en passant par la Nouvelle-Calédonie. Sa densité de population est cependant très faible, ce qui en fait une espèce relativement rare.
Espèce benthique, on la trouve posée sur le fond, principalement sur des fonds sableux ou graveleux à proximité des récifs de corail, entre 5 et 30 m de profondeur.

## Écologie et comportement

### Alimentation
Comme toutes les holothuries, cette espèce est déposivore : elle filtre le sédiment à l'aide de ses tentacules buccaux pour en extraire les particules organiques dont elle se nourrit.
Bien qu'il s'agisse d'un animal très lent, cette espèce est relativement mobile, et se déplace toute la journée, à une vitesse moyenne de 57 cm/h. 

### Reproduction
La reproduction est sexuée, et la fécondation a lieu en pleine eau après émission synchronisée des gamètes mâles et femelles, pendant laquelle les individus adoptent une position érigée caractéristique. Les détails des comportements reproductifs de cette espèce sont encore inconnus.
La larve évolue sans doute parmi le plancton pendant quelques semaines avant de se fixer pour entamer sa métamorphose.

### Vie associée
Des poissons-perle (notamment Carapus boraborensis) peuvent vivre en symbiose dans la cavité cloacale de cette holothurie, qui ne semble pas se sentir agressée.

## L'holothurie anax et l'Homme
Cette espèce est comestible, et exploitée commercialement pour le marché asiatique (où elle est vendue sous les noms de « trepang » - nom générique culinaire des holothuries - ou « amberfish ») ; elle est cependant considérée comme une holothurie de second choix d'un point de vue culinaire, et son exploitation massive n'a démarré qu'après l'effondrement des stocks d'espèces plus appréciées. Cependant, sa densité de population étant faible, l'espèce risque elle aussi de se raréfier très rapidement du fait de la surexploitation ; les données scientifiques sur sa population sont néanmoins encore insuffisante pour lui assigner un classement sur la liste rouge de l'IUCN.